# Philinopsis taronga
Philinopsis taronga es una especie de molusco gasterópodo de la familia Aglajidae.

## Distribución geográfica
Se encuentra  en Nueva Zelanda.